# 數及縣
数及县（越南语：／），又译索果县，是越南山罗省下辖的一个县。

## 地理
数及县东北接马江县；西北接奠边省奠边东县和奠边县；南和东接老挝。

## 历史
2003年12月2日，马江县以数及社、芒烂社、民亢社、参柯社、芒吧社、芒寮社、逢碰社、南冷社8社析置数及县。

## 行政区划
数及县下辖8社，县莅数及社。
- 民亢社（Xã Dồm Cang）
- 芒烂社（Xã Mường Lạn）
- 芒寮社（Xã Mường Lèo）
- 芒吧社（Xã Mường Và）
- 南冷社（Xã Nậm Lạnh）
- 逢碰社（Xã Púng Bánh）
- 参柯社（Xã Sam Kha）
- 数及社（Xã Sốp Cộp）